# 大熊輝雄
大熊 輝雄（おおくま てるお、1926年10月6日 - 2010年9月15日）は、日本の精神医学者。

## 略歴
岡山県岡山市生まれ。1949年東京大学医学部卒、1956年「人間の大腦皮質および皮質下部の腦波について」で医学博士。カリフォルニア大学、ハーバード大学に学ぶ。順天堂大学助教授、鳥取大学教授、東北大学医学部教授を務め、名誉教授、1985年国立精神・神経医療研究センター副所長、同武蔵病院長、総長を経て名誉総長。

## 著書
- 『異常心理学講座 第2部 E 第1 A  精神病理学 脳病理学 脳病理学総論 第2(意識の生物学的基礎) 』みすず書房 1956
- 『臨床脳波学』医学書院 1963
- 『人間を変える 洗脳のメカニズム』(グリーンベルト・シリーズ)筑摩書房 1966
- 『睡眠の臨床』医学書院 1977
- 『不眠症をなおす』(保健同人選書) 保健同人社 1978
- 『現代臨床精神医学』金原出版 1980
- 『症例にみるうつ病と躁病 正しい理解・的確な治療のすべて』保健同人社 1982
- 『脳波判読step by step』医学書院 1986
- 『夢であなた自身がわかる本 10倍楽しく生きる夢科学』(ワニの本 ベストセラーシリーズ) ベストセラーズ 1986
- 『現代人の不眠症読本 不眠はこわくない』講談社健康バイブル 1988
- 『患者と家族のための睡眠障害Q&A』ライフ・サイエンス 1994
- 『夢博士のグッスリ快眠学』(ウェルネスブック) 求竜堂 1995
- 『ぐっすり眠れる快眠ハンドブック 不眠症よサヨウナラ!!』ナツメ社 1996
- 『やさしい睡眠障害の自己管理』医薬ジャーナル社 2001

### 共編著
- 『中枢神経実験法 生理学編』時実利彦共編 医学書院 1967
- 『臨床脳波アトラス』共著. 医学書院 1974
- 『現代精神医学大系 第11巻 てんかん』佐藤時治郎共編集 中山書店 1977
- 『現代精神医学大系 第20巻 神経生理学』稲永和豊共編集 中山書店 1977-78
- 『躁うつ病の臨床と理論』編. 医学書院 1990
- 『睡眠の正常と異常』(こころの科学セレクション) 宮本忠雄共編 日本評論社 1998

### 翻訳
- ジャック・ヴァーノン『暗室のなかの世界 感覚遮断の研究』みすず書房 1969
- ウィリアム.C.デメント『夜明しする人、眠る人』みすず書房 1975
- リチャード・M.コールマン『午前3時に目がパッチリ 眠らない人と眠れない人』日経サイエンス社 1988
- ウィリアム.C.デメント『スリープ・ウォッチャー』みすず書房 1994

## 論文
- <大熊輝雄